# Pobačaj u Srbiji
Pobačaj u Srbiji legaliziran je u svom sadašnjem obliku (u Srbiji i ostalim bivšim jugoslavenskim republikama) 7. listopada 1977. Pobačaj je dostupan na zahtjev žene, čija trudnoća nije premašila deseti tjedan, a u slučaju opasnosti za život ili zdravlje žene (bez određenog roka), ili kada je trudnoća rezultat seksualnoga nedjela (uključujući silovanje ili incest), ili u slučaju oštećenja fetusa do dvadeset tjedana.
Maloljetnice mlađe od 16 godina trebaju pristanak roditelja prije nego što dođu na pobačaj. Neke procjene sugeriraju da Srbija ima najveću stopu pobačaja u Europi. Službeni podaci Bečkoga instituta za javno zdravstvo tvrde da se u Srbiji godišnje provodi 17,000 pobačaja, no neslužbeni podaci upućuju na broj od čak 50,000. Iako se pobačaji, koji se obavljaju nakon 10 tjedana, ne smiju činiti bez važnih razloga, u praksi se često izvode izvan zakonskoga roka, jer žene često dobiju lažnu medicinsku dokumentaciju, na primjer, bilješku od psihijatra u kojoj se navodi da nije mentalno stabilna.
Liječnici koji žele obavljati pobačaj moraju dobiti dozvolu. Postupak dobivanja ove licence može biti strog i složen jer mnogi liječnici ilegalno rade bez dozvole i ne prijavljuju pobačaj koji obavljaju. Do nedavno, pobačaj je bio najčešći način kontrole rađanja u Srbiji. Nedostatak spolnoga odgoja, zajedno s malim ili nikakvim poznavanjem kontracepcijskih metoda, izazvao je veliki broj neželjenih trudnoća, a s njima i velik broj pobačaja. U sedamdesetim i osamdesetim godinama prošloga stoljeća, oko 12% spolno aktivnih žena u Srbiji koristilo je kontracepciju poput kondoma. 
U 2009. godini, 23,2% trudnoća u Srbiji završilo je pobačajem. Najgora godina bila je 1989. kada je prekinuto 68% trudnoća. Srbija i dalje ima najveću stopu pobačaja od bivših jugoslavenskih republika, ali ni druge okolne države ne zaostaju puno, s iznimkom Kosova i Bosne i Hercegovine. 

## Pokreti za život u Srbiji
Udruga za reproduktivnu etiku "Za bebe" ima za cilj informiranje, savjetovanje i edukaciju vezana uz reproduktivno zdravlje i plodnost, trudnoću, prenatalni razvoj čovjeka, neplanirane i neželjene trudnoće, posljedice nakon pobačaja, postabortivnoga sindroma i emocionalno iscjeljivanje nakon pobačaja, kako bi se sačuvao seksualni integritet, reproduktivna sposobnost plodnosti stanovništva i poboljšanje demografske slike Srbije.